# Chloe Gong
Chloe Gong (Xangai, 16 de dezembro de 1998) é uma escritora chinesa-neozelandesa de ficção para jovens adultos. Seu romance de estreia em 2020, These Violent Delights, foi um best-seller do The New York Times. Seu outro livro Foul Lady Fortune (2022) também.

## Biografia
Chloe Gong nasceu em Xangai, China, e mudou-se para a Nova Zelândia com a família quando tinha dois anos. Ela tem uma irmã e um irmão, mais novos. Ela foi criada em Auckland, Nova Zelândia, e frequentou a escola secundária Rangitoto College. Enquanto crescia na Nova Zelândia, Gong estava imersa na cultura chinesa em casa, falando xangainês, cozinhando comida chinesa e comemorando feriados chineses.
Gong começou a escrever livros aos 13 anos usando o aplicativo Notas em seu iPad. Em dezembro de 2020, ela havia escrito nove livros, cerca de um manuscrito por ano. Em 2021, Gong se formou com dupla especialização em Inglês e Relações Internacionais na Universidade da Pensilvânia.
Gong escreveu seu romance de estreia de 2020: These Violent Delights, em maio de 2018, após seu primeiro ano de faculdade. Em 2021, esse livro foi frequentemente discutido pela comunidade BookTok no TikTok, o que foi associado a um aumento nas vendas.
Ela hoje mora em Nova York.

### SérieThese Violent Delights
1. These Violent Delights (2020) no Brasil: Prazeres Violentos (Alta Books, 2022) em Portugal: Esses Prazeres Violentos (Quinta Essência, 2022)
2. Our Violent Ends (2021) no Brasil: Finais Violentos (Alta Books, 2023) em Portugal: Os Nossos Fins Violentos (Quinta Essência, 2023)

- A RomaJuliette Christmas Special (2020) (conto)

### SérieFoul Lady Fortune
1. Foul Lady Fortune (2022) no Brasil: A Dama do Destino (Alta Books, 2023) em Portugal: A Dama do Destino (Quinta Essência, 2024)
2. Foul Heart Huntsman (2023)

- The Priest and the Shepherd (conto) (2022)
- Last Violent Call (coleção de novelas, contém as novelas: A Foul Thing e This Foul Murder) (2023)
- In True Delights (conto) (2023)

### SérieFlesh and False Gods
1. Immortal Longings (2023) em Portugal: Desejos Imortais (Quinta Essência, 2023)
2. Vilest Things (2024)